# Campionati europei di pugilato dilettanti 1993
I Campionati europei di pugilato dilettanti maschili 1993 si sono tenuti a Bursa, Turchia, dal 6 al 12 settembre 1993. È stata la 30ª edizione della competizione biennale organizzata dall'EABA. 197 pugili da 32 Paesi hanno partecipato alla competizione.

## Risultati
| Categoria                   | Oro                              | Argento                      | Bronzo                                                   |
| --------------------------- | -------------------------------- | ---------------------------- | -------------------------------------------------------- |
| Pesi minimosca (kg 48)      | Daniel Petrov Bulgaria           | Pál Lakatos Ungheria         | Mikko Mantere Finlandia Eduard Gaifulin Russia           |
| Pesi mosca (kg 51)          | Rovshan Huseynov Azerbaigian     | Rico Kubat Germania          | Vladislav Nyman Israele Kadir Yıldırım Turchia           |
| Pesi gallo (kg 54)          | Raimkul Malakhbekov Russia       | Robert Ciba Polonia          | István Kovács Ungheria Claudiu Cristache Romania         |
| Pesi piuma (kg 57)          | Serafim Todorov Bulgaria         | Ramaz Paliani Georgia        | Vyacheslav Vlassov Russia Paul Griffin Irlanda           |
| Pesi leggeri (kg 60)        | Jacek Bielski Polonia            | Tibor Rafael Repubblica Ceca | Paata Gvasalia Georgia Mechak Kasaryan Armenia           |
| Pesi superleggeri (kg 63.5) | Nurhan Süleymanoğlu Turchia      | Oktay Urkal Germania         | Leonard Doroftei Romania Armen Gevorkyan Armenia         |
| Pesi welter (kg 67)         | Vitalijus Karpačiauskas Lituania | Kenan Öner Turchia           | Andreas Otto Germania Michael Savitsky Bielorussia       |
| Pesi superwelter (kg 71)    | Francisc Vaștag Romania          | Orhan Delibaş Paesi Bassi    | Bert Schenk Germania Gussein Kurbanov Russia             |
| Pesi medi (kg 75)           | Dirk Eigenbrodt Germania         | Aleksandr Lebziak Russia     | Akın Kuloğlu Turchia Alexsandr Davidenko Ucraina         |
| Pesi mediomassimi (kg 81)   | Igor Kshinin Russia              | Sinan Şamil Sam Turchia      | Sven Ottke Germania Rostislav Saulichniy Ucraina         |
| Pesi massimi (kg 91)        | Georgi Kandelaki Georgia         | Don Diego Poeder Paesi Bassi | Danny Williams Inghilterra Georgios Stefanopoulos Grecia |
| Pesi supermassimi (kg 91 +) | Svilen Rusinov Bulgaria          | Zurab Sarsania Georgia       | Mika Kihlström Finlandia Kevin McCormack Galles          |

## Medagliere
| Posizione | Paese       | Oro | Argento | Bronzo | Totale |
| --------- | ----------- | --- | ------- | ------ | ------ |
| 1         | Bulgaria    | 3   | 0       | 0      | 3      |
| 2         | Russia      | 2   | 1       | 3      | 6      |
| 3         | Germania    | 1   | 2       | 2      | 5      |
| 3         | Turchia     | 1   | 2       | 2      | 5      |
| 5         | Georgia     | 1   | 2       | 1      | 4      |
| 6         | Polonia     | 1   | 1       | 0      | 2      |
| 7         | Romania     | 1   | 0       | 2      | 3      |
| 8         | Azerbaigian | 1   | 0       | 0      | 1      |
| 8         | Lituania    | 1   | 0       | 0      | 1      |
| 10        | Paesi Bassi | 0   | 2       | 0      | 2      |
| 11        | Ungheria    | 0   | 1       | 2      | 3      |
| 12        | Rep. Ceca   | 0   | 1       | 0      | 1      |
| 13        | Armenia     | 0   | 0       | 2      | 2      |
| 13        | Finlandia   | 0   | 0       | 2      | 2      |
| 13        | Ucraina     | 0   | 0       | 2      | 2      |
| 16        | Bielorussia | 0   | 0       | 1      | 1      |
| 16        | Inghilterra | 0   | 0       | 1      | 1      |
| 16        | Grecia      | 0   | 0       | 1      | 1      |
| 16        | Irlanda     | 0   | 0       | 1      | 1      |
| 16        | Israele     | 0   | 0       | 1      | 1      |
| 16        | Galles      | 0   | 0       | 1      | 1      |
|           | Totale      | 12  | 12      | 24     | 48     |